# 川口市立東領家小学校
川口市立東領家小学校（かわぐちしりつ ひがしりょうけしょうがっこう）は、埼玉県川口市東領家にある公立小学校。

## 沿革
- 1980年4月1日 - 川口市立東領家小学校として開校。それに伴い学区変更により川口市立領家小学校から一部の生徒が移籍[1]

## 教育目標
- じょぶうぶな子
- 思いやりのある子
- 考える子
- やりぬく子[2]

## 通学区域
- 東領家1丁目 - 全域
- 東領家2丁目 - 全域
- 東領家3丁目 - 全域
- 東領家4丁目 - 全域
- 東領家5丁目 - 一部[3]